# Marion Burns
Marion Burns (9 de agosto de 1907 – 22 de diciembre de 1993) fue una actriz teatral y cinematográfica de estadounidense, conocida por trabajar junto a John Wayne en los filmes de 1935 The Dawn Rider y Paradise Canyon. 

## Biografía

### Inicios
Nacida en Los Ángeles, California, Burns decidió probar suerte en Hollywood e intentar la carrera de actriz, consiguiendo un título de grado en arte dramático por la Universidad de California.

### Teatro
Burns actuó en teatro de repertorio, así como en el circuito de Broadway, formando parte del reparto de obras como Intimate Relations y They Don't Mean Any Harm, ambas representadas en 1931.

### Cine
Burns obtuvo su primer papel cinematográfico en 1931, trabajando con Bill Cody en Oklahoma Jim. Ese film fue el inicio de una trayectoria interpretando a heroínas en westerns. Al año siguiente actuó con George O'Brien en The Golden West, película a la que siguió en ese mismo año Me and My Gal. Sus mejores años fueron 1934 y 1935, participando en seis películas, tres cada año, dos de ellas sin títulos de crédito, y otras dos con John Wayne.
En The Devil Tiger (1934), dirigida por Clyde E. Elliott, trabajaba su futuro marido, Kane Richmond, compartiendo la pareja una escena de acción con una serpiente pitón, no utilizando dobles ninguno de ellos.
En la cinta de 1934 Born to Be Bad, Burns trabajó junto a Cary Grant y Loretta Young. Su última película rodada en 1935 fue el drama criminal Rip Roaring Riley, el cual protagonizaba Lloyd Hughes. Sería su última película en diez años.
A partir de entonces solamente actuó tres veces más, y brevemente. La primera ocasión tuvo lugar en enero de 1936 en la pieza teatral "Leaning on Letty", representada en el Capitan Theatre de Los Ángeles. La segunda llegó en 1945 en Brenda Starr, Reporter, serial protagonizado por su marido y por Joan Woodbury. Su última actuación no tuvo lugar hasta 1961, cuando apareció en un episodio de la serie televisiva My Three Sons.

### Vida personal
Burns se casó dos veces. Su primer marido fue el actor Bruce MacFarlane, del cual acabó divorciándose. Su segundo marido fue el actor Kane Richmond, con el que se casó en 1934, aunque algunas fuentes indican que el matrimonio se habría celebrado el año anterior. Burns y Richmond tuvieron dos hijas.
Marion Burns vivió sus últimos años en Laguna Niguel, California, localidad en la que falleció el 22 de diciembre de 1993.

## Filmografía

### Cine
- 1931 : Oklahoma Jim, de Harry L. Fraser
- 1932 : The Golden West, de David Howard
- 1932 : Me and My Gal, de Raoul Walsh
- 1933 : Sensation Hunters, de Charles Vidor
- 1934 : The Devil Tiger, de Clyde E. Elliott
- 1934 : Born to Be Bad, de Lowell Sherman
- 1934 : Flirting with Danger, de Vin Moore
- 1935 : The Dawn Rider, de Robert N. Bradbury
- 1935 : Paradise Canyon, de Carl L. Pierson
- 1935 : Rip Roaring Riley, de Elmer Clifton
- 1938 : Dramatic School, de Robert B. Sinclair
- 1945 : Brenda Starr, Reporter, de Wallace Fox

### Televisión
- 1961 : My Three Sons, serie